# Mosquée Veli-Pacha
La mosquée Veli-Pacha (en grec moderne : Τζαμί του Βελή Πασά / Tzamí tou Velí Passá) est un édifice ottoman situé dans la ville grecque d'Ioánnina, en Épire. La mosquée fut rénovée au tournant du XIXe siècle par Veli Pacha (en) et formait un complexe composé notamment d'une madrassa et de cuisines.

## Histoire
Une première petite mosquée pour la prière quotidienne (masjid) fut érigée à l'emplacement d'une église byzantine dédiée à saint Étienne,, au sud-ouest de la colline de Litharítsia, à environ 500 m de la forteresse d'Ioánnina. La date de construction de cet édifice primitif est incertaine, les spécialistes évoquant le début (peu après 1617) ou la fin du XVIIe siècle. Selon des documents de 1670, la mosquée portait alors le nom de son fondateur, Bali Ketchonta. Elle fut par la suite appelée « mosquée de Tsiekour », en référence au quartier environnant.
Ali Pacha, gouverneur de la région de l'Épire pour le compte de l'Empire ottoman, fit construire des sérails dans la zone de la mosquée pour ses deux premiers fils, Mouchtar et Veli. Ce dernier, qui fut notamment beylerbey de Roumélie et gouverneur de Morée,, fonda à cet endroit une institution religieuse dans un waqf daté de 1804. Grand propriétaire terrien, il fit ainsi construire une nouvelle mosquée, une madrassa, des cuisines et des bâtiments annexes abritant notamment une bibliothèque et un khan,,.
À la suite du départ du pouvoir ottoman en 1913, la mosquée devint une caserne et son minaret fut détruit vers 1930, avant d'être saisie par le ministère de la Culture. L'édifice fut restitué à la municipalité d'Ioánnina et restauré dans les années 1970 et 1990 par la 8e Éphorie des antiquités byzantines,.

## Architecture

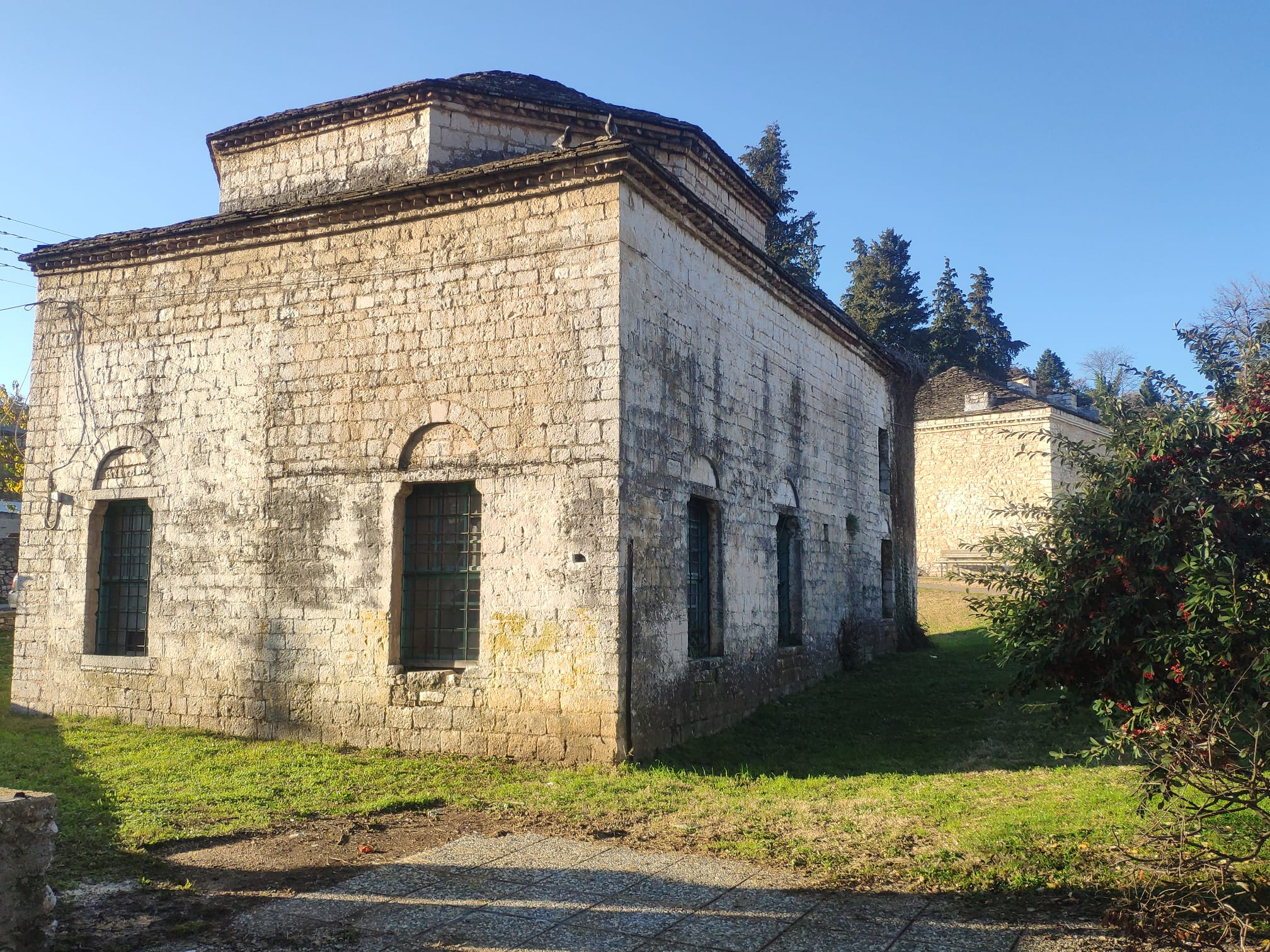
Vue de la mosquée (salle de prière) depuis le sud-est. La madrassa se situe en arrière-plan.

La mosquée présente une salle de prière de 6 × 6,5 m, surmontée d'une coupole dont le tambour octogonal repose sur quatre trompes. Au nord figure un porche initialement ouvert et couronné de trois petits dômes, qui fut vraisemblablement muré après la construction de l'édifice. Le minaret, dont il ne subsiste aujourd'hui que la base, est logé sur la façade occidentale entre le porche et la salle de prière. La maçonnerie est caractérisée par un appareil pseudo-isodome en pierre de taille, tandis que le dôme principal et le toit du porche sont recouverts d'ardoises,.
À l'intérieur, des éléments d'un riche mihrab en marbre sont conservés,.
Le bâtiment des cuisines et la madrassa demeurent de nos jours au nord de la mosquée. L'ancienne école coranique abrite le Musée de la défense nationale d'Ioánnina.